# Jean-Paul Callus
Jean-Paul Callus (ur. 15 września 1978) – maltański lekkoatleta, który specjalizował się w rzucie oszczepem.
W 2007 był piąty na igrzyskach małych państw. Reprezentant kraju w drużynowych mistrzostwach Europy. Złoty medalista mistrzostw Malty.
Rekord życiowy: 63,89 (7 czerwca 2007, Monako).

## Osiągnięcia
| Rok  | Zawody                                 | Miejsce  | Pozycja    | Wynik |
| ---- | -------------------------------------- | -------- | ---------- | ----- |
| 2007 | Igrzyska małych państw Europy          | Monako   | 5. miejsce | 63,89 |
| 2009 | III liga drużynowych mistrzostw Europy | Sarajewo | 7. miejsce | 54,59 |